# Thamnophis atratus
Thamnophis atratus là một loài rắn trong họ Rắn nước. Loài này được Kennicott mô tả khoa học đầu tiên năm 1860.

## Hình ảnh

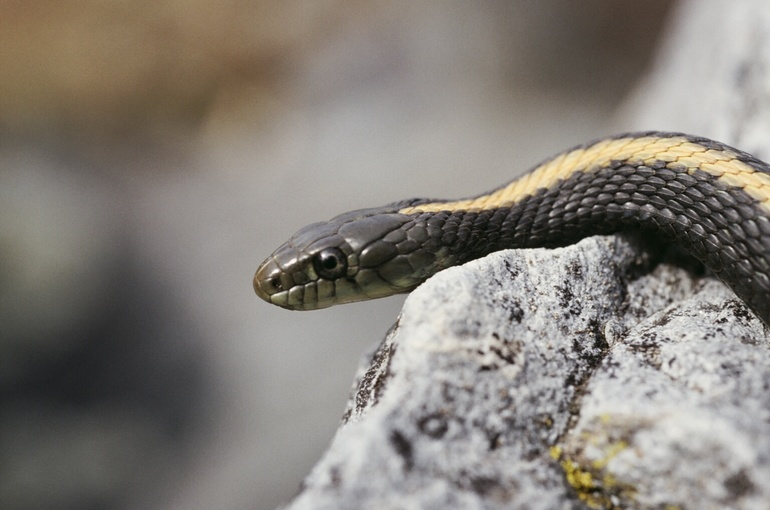
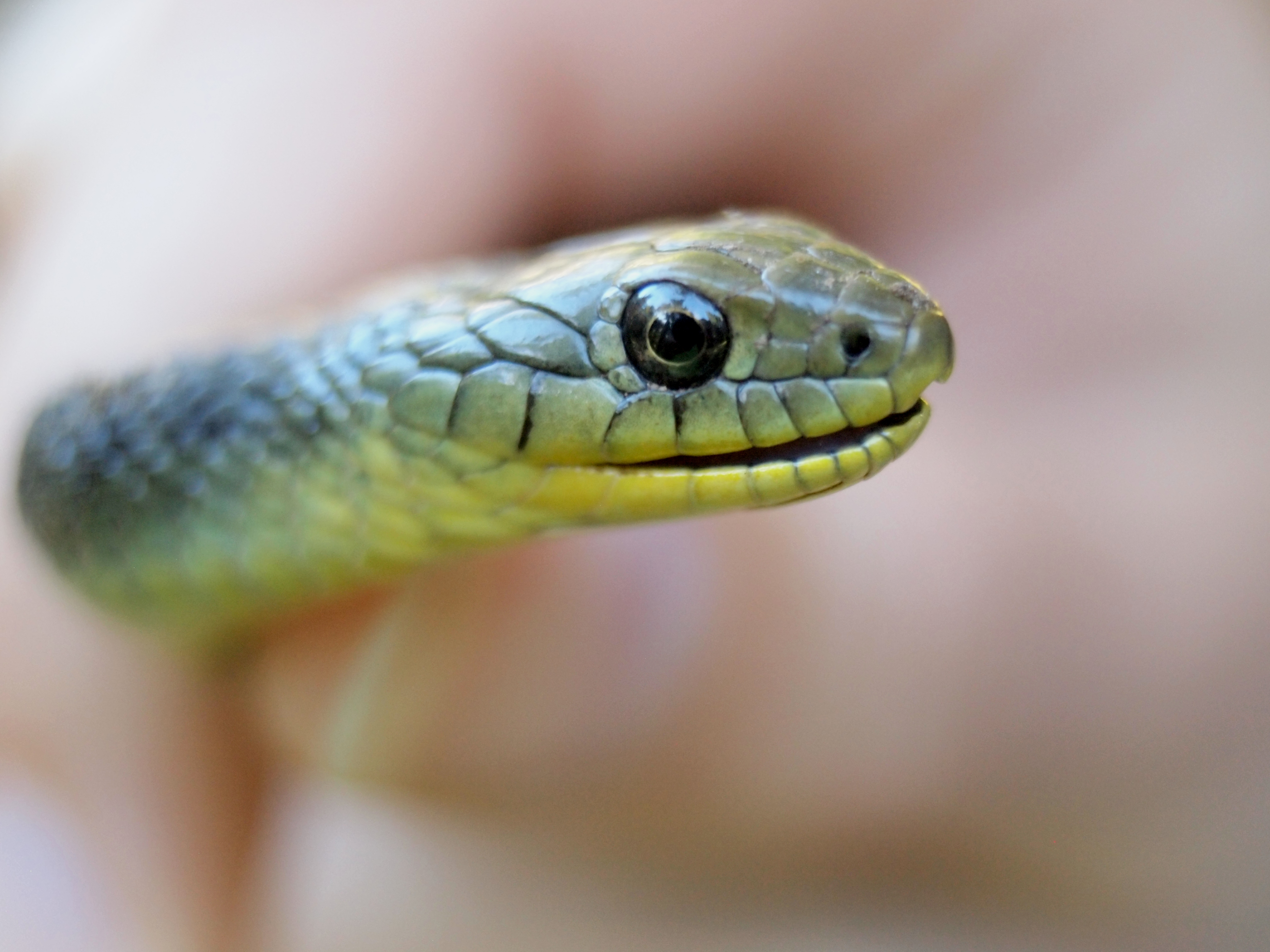
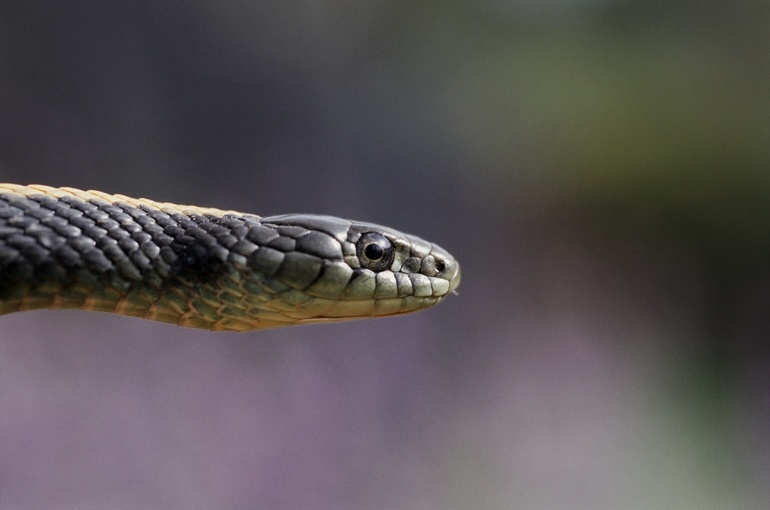
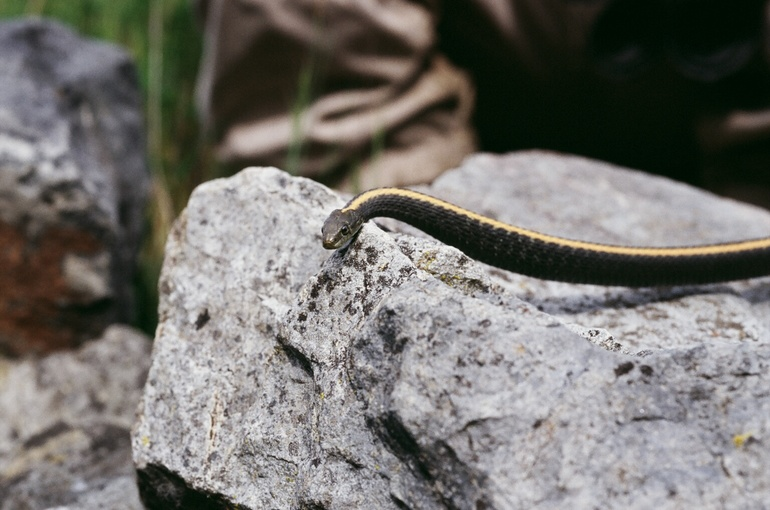
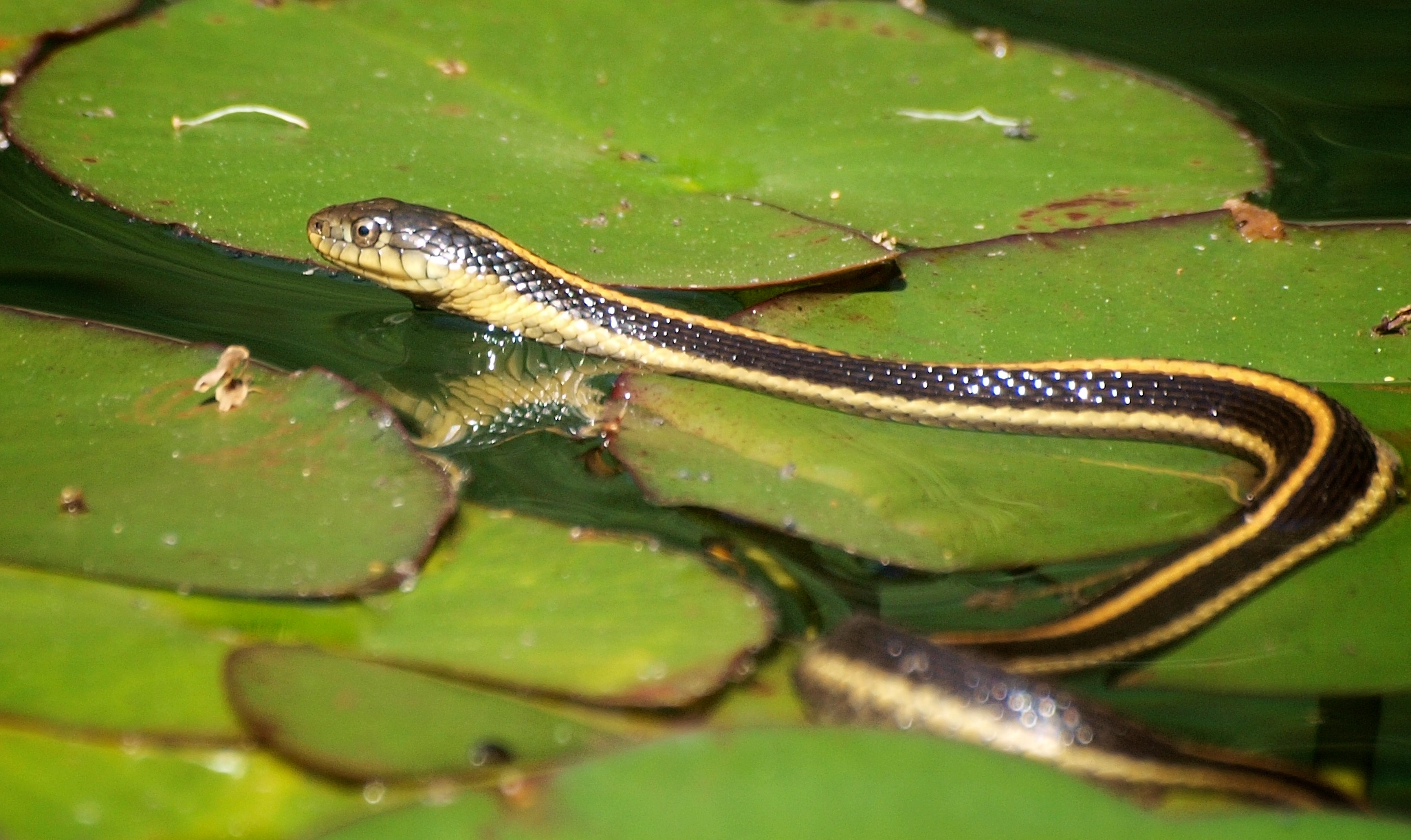